# 星野勘九郎
星野 勘九郎（ほしの かんくろう、1975年7月6日 - ）は、日本の男性プロレスラー。本名・星野 直丈（ほしの なおたけ）。埼玉県富士見市出身。血液型A型。大日本プロレス所属。身長175cm、体重90kg。

## 経歴
小学生のころからプロレスを見ていたが、中学生の時に獣神サンダー・ライガーの試合を見て将来の夢を社会人野球選手からプロレスラーに変えた。高校では軟式野球部に入るも、帰宅後は腕立て、腹筋、スクワットなどで体を鍛えていた。しかし高校3年生の時点で体重が69kgしかなかったことからプロレスラーの夢を諦め、卒業後は専門学校に入るとともにキックボクシングを始める。1996年、21歳でプロデビューを果たした。2001年、キックボクシングをフェードアウトし運送屋に再就職した。
2003年、『週刊プロレス』でターザン後藤一派が練習生を募集しているのを見て入門し、リングアナウンサーとしてデビュー。後藤一派を辞めた後、2005年2月にプロレステロ組織ガロガ（後にガロガ騎士's（ガロガ・ナイツ）と改名）に入団。同年12月23日、ガロガ、越谷バトルスフィア東京大会、vs篠眞一戦でデビューを果たす。リングネームは、ガロガ騎士'sのオーナーでバトルスフィア東京の代表である仲田淳一が決めた。
2008年3月、経営難によるガロガ騎士's解散（同時にバトルスフィア東京閉鎖）に伴い、フリーに転向。2007年12月より大日本プロレスに参戦し、MASADAとのハードコアマッチを経て、本格的にデスマッチ戦線に参入。木高イサミ・宮本裕向・竹田誠志・清水基嗣などデスマッチヤングブラッツの一員として名を挙げ、第一戦線での活躍が認められ2009年10月10日付けで大日本に正式入団した。
「どインディー」出身だけに、ガロガ時代からグレプロ・666などの団体で様々なキャラクターで参戦しており、大日本正式入団以降も継続している。また、巡業中は谷口裕一と共に巡業バス（中古の日産ディーゼル・スペースウイング夜行高速バス仕様）の運転も行う。
2012年12年より大日本参戦中の稲葉雅人をパートナーに迎えタッグを結成、グレート小鹿会長がかつて活動していた『極道コンビ』のオマージュユニットとして『平成極道コンビ』と命名、以降コンビの「兄貴」として極道キャラを前面に押し出し、独特の味を出して活躍中。更に小鹿会長（叔父貴）・世羅りさ（姐御）を巻き込み勢力を拡大中。
KAIENTAI-DOJOにもタンク永井が率いるザ・タンクスで『星野タン九郎』として参戦。コスチュームはタンク永井と同じヘッドギアをつけ色は青であった。
2014年3月2日、後楽園ホール大会で伊東竜二とのタッグでヤンキー2丁拳銃に勝利する大金星を挙げると、イサミの持つBJW認定デスマッチヘビー級王座への挑戦を要求し、3月27日にデスマッチヘビー級選手権試合で対戦した。この試合では王者のイサミがバトルスフィア東京でともに練習を行っていた仲という事から、イサミからの提案で「バトルスフィア鎮魂歌（レクイエム）」というサブタイトルが付けられ、リングには仲田淳一から借用したバトルスフィア東京ののぼりも設置された。試合には敗北するも、その奮闘ぶりに大「ホシノ」コールが起きた。
4月20日にはBJW認定タッグ選手権試合・コンクリートブロックTLCタッグデスマッチでヤンキー二丁拳銃に挑戦、試合数日前の記者会見では星野がコンクリートブロックに火をつけて手刀で割ろうとするが失敗し、さらには本番の試合でも敗北する。
7月20日の札幌大会で星野はメインで竹田と人生初のファイヤーデスマッチで対戦し敗北したが、11月24日の大阪鶴見大会で竹田とファイヤーデスマッチでリマッチを行い極道クラッチで勝利。これにより2015年1月2日に3度目のBJW認定デスマッチヘビー級王座挑戦が決定し、相手が以前に挑戦したイサミと同様にバトルスフィアを主戦場にしていた宮本であったことから「バトルスフィア鎮魂歌Ⅱ」として行われたが、再び敗れてしまった。
2015年5月には平成極道コンビでWEWハードコアタッグ王座に挑戦するが敗れ、6月には「人毛デスマッチ」に挑んだ姐御・世羅りさとトリオを組むが敗北を喫した。7月に叔父貴・グレート小鹿に従い横浜ショッピングストリート6人タッグ王座に挑戦し初めてベルトを獲得した。これらの成果が実り、12月20日横浜文化体育館大会では、星野・稲葉・世羅・小鹿の「極道ファミリー」が実現した（本来は大日本の選手管理方針から、大日本所属選手のミックスドマッチは認められておらず、6月の人毛デスマッチでも大日本ファンから反対の声が上がっている。）。
2016年7月24日、大日本プロレス両国国技館大会にてスキャフォールドGショックデスマッチにて王者・伊東より勝利を収め、BJW認定デスマッチヘビー級王座を初戴冠、第33代王者となった。試合後には3歳になる息子をリングに上げた。その後、12月18日横浜文化体育館大会にてアブドーラ小林に敗れるまで3度の防衛に成功している。
2017年1月4日、稲葉雅人が首の負傷により巡業や連戦が難しくなったことから平成極道コンビを同日で解散、前述の通りミックスドマッチが原則禁止されている為、女子の世羅を除外した星野・稲葉・小鹿でラストマッチを行った。
極道ファミリー解散後、デスマッチ戦線と並行してジュニアヘビー級戦線への参入を目的に肉体改造を行い、ヘビー級の体格と戦法はそのままに体重を規定（95kg）以下に落とした。2017年12月より、ジュニアヘビー級戦線に本格参入。BJW認定ジュニアヘビー級王座にも挑戦した。

## タイトル歴
大日本プロレス
- BJW認定デスマッチヘビー級王座（第33代）
- 横浜ショッピングストリート6人タッグ王座（第7代）（パートナーはグレート小鹿、稲葉雅人）

グレートプロレスリング
- グレートプロレスリング認定タッグ王座（初代）（パートナーは豪尻戦士カトレンジャー）

日本インディー大賞
- ベストバウト（2016年）

## 人物
- 「練習の鬼」でもあり、キックボクシング時代からいつでもどこでも練習を特に走り込みを中心に行っており、それが今でも活きていると星野は語っている[1]。テレビCM中には腕立て腹筋をし、コンビニでわざと端に車を止めて入口までダッシュするなど、わずかな時間でも練習に当てるその姿勢と量に周囲も脱帽している[1]。
- 日本ハムとアンジュルムをはじめとするハロー!プロジェクトの大ファンで知られ、また星野は日本ハム以外の野球に関する知識も豊富で各球団の応援歌を覚えることを特技としている。以前は、ロッテのファンであった。

## 得意技
- セントーン
- パワーボム
- 極道クラッチ

外道の外道クラッチと同型の技。
- 極道式トルネードクラッチ
- ジャンピングエルボードロップ
- チョークスラム
- 勘九郎カッター（STO）

STOによく似た技で、現在の星野のフィニッシュ・ホールド。「勘九郎カッター！」と叫んでから行うのが恒例である。
- ぬりかべ

板状のものを持ってのボディアタック。
- デスマッチアイテム

リングへの昇り降りに用いるステップを使用し、ダウンした相手にステップを載せた上でセントーンや勘九郎カッターを決める。

## 入場曲
- 『GLORIA』ZIGGY
- 『Rush Work』（BJW MUSIC FILES）
- 『砂時計の命（おもみ）』√eight（BJW MUSIC FILES） - 平成極道コンビのテーマ